# Кара Юсуф
Абу Наср Кара Юсуф ибн Мухаммед Азерб: قارا یوسف; Qara yusif ) (ум. 1420) — предводитель государства Кара-Коюнлу, полководец, государственный деятель. Значительно расширил пределы государства, присоединил Азербайджан, Западный Иран, Ирак.
Основателем династии Кара-Коюнлу является Байрам Ходжа-бек — один из эмиров джалаирида Шейха Увейса. Основным местом кочевий на тот период являлись Азербайджан, Западная Армения, Ирак. Сын Байрама Ходжи Кара Мухаммад создал феодальное государство с центром в городе Ван.
Позднее ему вместе с сыном Кара Юсуфом пришлось столкнуться с армией Тимура, победа войск Тимура вынудила предводителя туркмен бежать на запад к Османскому правителю — Баязиду. В битве при Ангоре Баязид I потерпел сокрушительное поражение и попал в плен, что на время ослабило давление с запада и дало возможность Тимуру вернуться в Самарканд и собрать новую армию для похода в Китай. Воспользовавшись этой паузой, Кара Юсуф вместе со своим союзником Ахмедом Джалаиром вернулись в Багдад. Здесь между ними возникли разногласия, вынудившие Ахмеда покинуть город; Кара Юсуф захватил город. Однако, потерпев поражение в битве с Тимуридами, он на этот раз нашёл приют в государстве Мамлюков.

## Борьба за Тебриз
После багдадского поражения Кара Юсуф и Ахмед Джалаир по приказу из Каира были схвачены в Дамаске. Здесь они вторично заключили союз и, поклявшись в вечной дружбе, договорились о том, что Ирак достанется Ахмеду, а Азербайджан — Кара Юсуфу.

По сообщению Хондемира: 
Кара Юсуф и Султан Ахмед дали друг другу слово, что после выхода из заключения они останутся друзьями и союзниками. По обоюдному соглашению в Багдаде должен был править Султан Ахмед, а в Тебризе Кара Юсуф.
В 1406 году Ахмед захватил Багдад, в то время как Кара Юсуф готовил силы в Диярбакыре и Армении для похода в Тебриз. В конце 1406 г. Ахмед нарушил договор и захватил город, однако, не выдержав натиска с Востока, был вынужден его оставить. Тебриз снова достался Тимуридам.
21 апреля 1408 года, при Сардруде в Иранском Азербайджане произошло большое сражение между войсками Кара-Коюнлу и сыном Тимура Миран-шахом. Последний был наголову разбит и пал в бою. Его войско рассеялось. Кара Юсуф овладел Тебризом и всем Иранским Азербайджаном.
Летом 1410 года глава государства Ак Коюнлу Осман Кара Йулук выступил из Восточной Анатолии на Эрзинджан против Кара Юсуфа, Ахмед Джалаир, воспользовавшись отсутствием войск в Тебризе, вновь захватил город. Кара Юсуф вынужден был снять свои войска из Анатолии и в 1410 г. недалеко от Тебриза произошло сражение, где Ахмед потерпел окончательное поражение. В этой битве в качестве союзника принимал участие сын Ширваншаха Ибрагима I Кайумарс. Ахмед, пытаясь спастись бегством, был пойман и вскоре казнён вместе с сыновьями. Тебриз был окончательно присоединен к владениям Кара-Коюнлу, а вскоре, после непродолжительной осады, был захвачен и Багдад. Таким образом, государство Джалаиридов прекратило своё существование, а на его месте утвердилась власть и держава Кара-Коюнлу.

## Война на два фронта
К 1413 году в состав государства входили: большая часть Азербайджана, Армения, Курдистан и Ирак Арабский. Кара-Юсуф сделал своей столицей Тебриз. Сам он управлял Иранским Азербайджаном, а остальные земли раздал в уделы своим сыновьям.
Несмотря на близкое родство Ак-Коюнлу и Кара-Коюнлу, между ними, с самого первого момента их исторической жизни, сказывается резкая противоположность, столь же непобедимая, сколь и постоянная. Вторым сильным противником для Кара Юсуфа являлся властитель государства Тимуридов Шахрух, который не мог смириться с изгнанием своих родственников из Азербайджана. Кроме того к 1414 году Шахрух успешно победил своих соперников за обладание Фарсом и Мидией и бескровно присоединил эти территории к своим владениям.
В 1412 г. Кара Юсуф вторгся в Ширван. На реке Кура произошло сражение, в котором помимо войска Ибрагима, принимали участие его вассал Сиди Ахмед (правитель Шеки) и союзник царь Грузии Константин I. Союзники потерпели жестокое поражение, Ширваншах, 7 его сыновей и царь попали в плен Кара Юсуфу. Вскоре Ибрагим был освобожден Кара Юсуфом, получившим за него большой выкуп от тебризских купцов и ремесленников. В 1413 г. ширваншах вернулся в Ширван, признав себя вассалом Кара Юсуфа.
Пока Шах-Рох готовился к нападению, Кара Юсуф немедля двинулся к державе Ак Коюнлу и в 1418 г. он нанес ему крупное поражение в сражении при Калат ат-Руме (на среднем Евфрате).
Эта победа дала возможность Кара Юсуфу полностью переключится на Восток для предстоящего нападения. Осенью 1420 г. он двинул навстречу приближающемуся сыну Тимура, но ещё прежде, чем сошлись войска, он неожиданно умер в пути.

## Оценка правления
Сефевидский историк Гасан бек Румлу дал такую оценку личности Кара Юсуфа: 
На поле брани был подобен кровожадному льву, в развлечениях же — облаком, рассыпающим жемчуга. Известный своей справедливостью и милосердием, в вопросах морали стоял выше всех. Старания свои тратил на наказание злодеев, во благо угнетенных, был ревнителем развития земледелия, сохранил в своей стране благоденствие и честность. Регулярно выдавал своим воинам их жалованье и продовольствие.